# Lista över borgmästare i Umeå
Detta är en lista över staden Umeå stads borgmästare.

## Borgmästare i Umeå
Borgmästare i Umeå stad före 1971.
| Ämbetstid | Namn                  | Levnadstid |
| --------- | --------------------- | ---------- |
| 1719–1734 | Gabriel Thauvonius    | –1748      |
| 1737–1765 | Lars Westman          | 1692–1765  |
| 1767–1810 | Johan Fredrik Nortman | 1730–1810  |
| 1844–1891 | Johan Gustaf Rothoff  | 1812–1891  |
| 1892–1914 | Albin Ahlstrand       | 1860–1925  |
| 1915–1935 | Peter Arvid Svanström | 1884–1935  |
| 1936–1938 | Gudmund Welinder      | 1898–1947  |
| 1939–1945 | Gustaf Johansson      | 1896–1956  |
| 1945–1956 | Arne Fallenius        | 1910–1993  |
| 1957–1970 | Sigvard Bälter        | 1915–1998  |